# Дыбен
Дыбен (болг. Дъбен) — село в Болгарии. Находится в Ловечской области, входит в общину Луковит. Население составляет 140 человек.

## Политическая ситуация
В местном кметстве Дыбен, в состав которого входит Дыбен, должность кмета (старосты) исполняет Иванка  Василева Грозданова (Объединённый блок труда (ОБТ)) по результатам выборов.
Кмет (мэр) общины Луковит —  Петыр Георгиев Нинчев (независимый) по результатам выборов.